# Tornik'e Okriashvili
Tornik'e Okriashvili (in georgiano თორნიკე ოქრიაშვილი?; Rustavi, 12 febbraio 1992) è un calciatore georgiano, centrocampista del Gagra.

## Carriera

### Club
Dopo aver giocato in patria nel Gagra, nel 2010 si trasferisce allo Šachtar per 400.000 euro.

#### Šachtar e prestiti
Il 2 gennaio 2011 viene mandato in prestito biennale all'Illičivec', dove gioca 57 partite e segna 4 gol. Il 27 gennaio 2014 appena tornato dal prestito biennale all'Illičivec', viene ceduto in prestito semestrale al Čornomorec' di Odessa, dove in 10 presenze segna 3 reti.

#### Genk e passaggio in Turchia
Il 28 luglio 2014 viene ceduto per 1.8 milioni di euro al Genk. Il 13 gennaio 2016 viene mandato in prestito semestrale all'Eskişehirspor in Turchia.

### Nazionale
Ha giocato nelle nazionali giovanili georgiane Under-19 ed Under-21.
Nel 2010 debutta con la nazionale maggiore georgiana. Segna la sua prima rete in nazionale il 7 settembre 2012 contro la Bielorussia.

## Palmarès

### Competizioni nazionali
- Coppa di Cipro: 1

Anorthōsis: 2020-2021